# Ingrid Sinclair
Ingrid Sinclair là một đạo diễn, nhà biên kịch và nhà sản xuất người Anh và người Zimbabwe, được biết đến là một nhà làm phim quan trọng của thời kỳ Phục hưng Châu Phi.
Bà được quốc tế công nhận cho bộ phim năm 1996, Flame, một bộ phim về cuộc chiến tranh giải phóng Zimbabwe và các phim tài liệu về Zimbabwe. 
Flame đã được chọn cho phần Fortnight của đạo diễn tại Liên hoan phim Cannes và giải thưởng Nestor Almendros tại Liên hoan phim quốc tế về quyền con người tại thành phố New York.

## Tiểu sử
Ingrid Sinclar sinh ra ở Rhodesia vào năm 1948. Bà được nuôi dạy ở Anh Quốc, nơi bà học Y khoa và Văn học. Sinclair chuyển đến Zimbabwe năm 1985 sau khi kết hôn với nhà làm phim và nhà sản xuất Simon Bright.
Sinclair và Bright đã tham gia tích cực vào Phong trào Giải phóng Zimbabwe và sau này trở thành công dân Zimbabwe. Sinclair đã viết và đạo diễn một loạt các bộ phim ngắn và phim tài liệu vào cuối những năm 80 và đầu những năm 90, khám phá các chủ đề về bình đẳng, văn hóa, lịch sử và cảnh quan của Zimbabwe. Bà được coi là một nhà làm phim của thời kỳ Phục hưng Châu Phi.
Tình hình chính trị ở Zimbabwe đã thay đổi đáng kể vào năm 2001 với chương trình cải cách ruộng đất. Trong khoảng thời gian này, "không chỉ những nông dân da trắng bị thanh tẩy, mà cả những người da trắng đáng chú ý khác vẫn làm việc ở Zimbabwe. Cũng trong thời gian này, nỗ lực ý thức của chế độ được tăng cường, thúc đẩy sự thù địch chủng tộc".
Năm 2003, Sinclair và Bright rời Zimbabwe và chuyển đến Bristol, nơi họ thành lập Liên hoan phim Afrika Eye và tiếp tục làm việc trong lĩnh vực sản xuất phim...